# Lebrunia bushaie
Lebrunia bushaie ist ein Baum in der Familie der Calophyllaceae aus der Demokratische Republik Kongo. Es ist die einzige Art der Gattung Lebrunia. Der Baum gedeiht in höheren Lagen zwischen 700 und 2000 Meter Höhe. 

## Beschreibung
Lebrunia bushaie wächst als Baum bis zu 20–30 Meter oder mehr hoch. Der Stammdurchmesser erreicht bis zu 1 Meter.
Die einfachen, kurz gestielten und kahlen, leicht ledrige Laubblätter sind gegenständig. Der kurze Blattstiel ist 4–6 Millimeter lang. Die Blätter sind ganzrandig, elliptisch, lanzettlich und zugespitzt sowie 5–10 Zentimeter lang und 1,5–3,5 Zentimeter breit.
Es werden achselständige, kleine Trauben gebildet. Die kurz gestielten Blüten sind weiß, vierzählig und mit doppelter Blütenhülle. Die kleinen, elliptischen und dachigen Kelch- und die größeren, verkehrt-eiförmigen und bootförmigen Kronblätter sind fein bewimpert. Es sind 9–12 freie Staubblätter vorhanden. Der einkammerige, kahle Fruchtknoten ist oberständig mit kurzem Griffel.
Es werden 2,5–3,5 Zentimeter große, ellipsoide bis rundliche Steinfrüchte gebildet.

## Verwendung
Aus den Samen wird ein Öl erhalten. Es enthält, wie die alten Rapssorten, einen hohen Anteil von Erucasäure, es ist darum als Speiseöl wenig geeignet.

## Taxonomie
Lebrunia bushaie wurde 1934 von Pierre Staner in Bulletin du Jardin botanique de l'État à Bruxelles, Band 13, S. 105 erstbeschrieben. Der Gattungsname ehrt den belgischen Agrarwissenschaftler und  Botaniker Jean Paul Antoine Lebrun (1906–1985).